# تایپه
تایپه پایتخت کشور تایوان (جمهوری چین) است.
جمعیت این شهر در سال ۲۰۱۴ میلادی ۲٬۷۰۲٬۳۱۵ نفر بود و به همراه توکیو به عنوان یکی از بزرگ‌ترین مراکز اقتصادی آسیا به‌شمار می‌رود.

## مترو
متروی تایپه در سال ۱۹۹۶ تأسیس شده و هم‌اکنون دارای ۵ خط و ۱۱۷ ایستگاه می‌باشد.

## آب و هوا
| داده‌های اقلیم شهر تایپه           | داده‌های اقلیم شهر تایپه | داده‌های اقلیم شهر تایپه | داده‌های اقلیم شهر تایپه | داده‌های اقلیم شهر تایپه | داده‌های اقلیم شهر تایپه | داده‌های اقلیم شهر تایپه | داده‌های اقلیم شهر تایپه | داده‌های اقلیم شهر تایپه | داده‌های اقلیم شهر تایپه | داده‌های اقلیم شهر تایپه | داده‌های اقلیم شهر تایپه | داده‌های اقلیم شهر تایپه | داده‌های اقلیم شهر تایپه |
| ماه                               | ژانویه                  | فوریه                   | مارس                    | آوریل                   | مه                      | ژوئن                    | ژوئیه                   | اوت                     | سپتامبر                 | اکتبر                   | نوامبر                  | دسامبر                  | سال                     |
| --------------------------------- | ----------------------- | ----------------------- | ----------------------- | ----------------------- | ----------------------- | ----------------------- | ----------------------- | ----------------------- | ----------------------- | ----------------------- | ----------------------- | ----------------------- | ----------------------- |
| سابقهٔ بیش‌ترین °C (°F)             | ۳۱٫۹ (۸۹)               | ۳۱٫۴ (۸۹)               | ۳۵٫۰ (۹۵)               | ۳۶٫۲ (۹۷)               | ۳۷٫۷ (۱۰۰)              | ۳۸٫۷ (۱۰۲)              | ۳۸٫۶ (۱۰۱)              | ۳۹٫۳ (۱۰۳)              | ۳۷٫۱ (۹۹)               | ۳۶٫۱ (۹۷)               | ۳۴٫۳ (۹۴)               | ۳۱٫۵ (۸۹)               | ۳۹٫۳ (۱۰۳)              |
| میانگین بیش‌ترین °C (°F)           | ۱۹٫۱ (۶۶)               | ۱۹٫۶ (۶۷)               | ۲۲٫۱ (۷۲)               | ۲۵٫۷ (۷۸)               | ۲۹٫۲ (۸۵)               | ۳۲ (۹۰)                 | ۳۴٫۳ (۹۴)               | ۳۳٫۸ (۹۳)               | ۳۱٫۱ (۸۸)               | ۲۷٫۵ (۸۲)               | ۲۴٫۲ (۷۶)               | ۲۰٫۷ (۶۹)               | ۲۶٫۶ (۸۰)               |
| میانگین روزانه °C (°F)            | ۱۶٫۱ (۶۱)               | ۱۶٫۵ (۶۲)               | ۱۸٫۵ (۶۵)               | ۲۱٫۹ (۷۱)               | ۲۵٫۲ (۷۷)               | ۲۷٫۷ (۸۲)               | ۲۹٫۶ (۸۵)               | ۲۹٫۲ (۸۵)               | ۲۷٫۴ (۸۱)               | ۲۴٫۵ (۷۶)               | ۲۱٫۵ (۷۱)               | ۱۷٫۹ (۶۴)               | ۲۳ (۷۳٫۳)               |
| میانگین کم‌ترین °C (°F)            | ۱۳٫۹ (۵۷)               | ۱۴٫۲ (۵۸)               | ۱۵٫۸ (۶۰)               | ۱۹ (۶۶)                 | ۲۲٫۳ (۷۲)               | ۲۴٫۶ (۷۶)               | ۲۶٫۳ (۷۹)               | ۲۶٫۱ (۷۹)               | ۲۴٫۸ (۷۷)               | ۲۲٫۳ (۷۲)               | ۱۹٫۳ (۶۷)               | ۱۵٫۶ (۶۰)               | ۲۰٫۴ (۶۹)               |
| سابقهٔ کم‌ترین °C (°F)              | −۰٫۱ (۳۲)               | −۰٫۲ (۳۲)               | ۱٫۴ (۳۵)                | ۴٫۷ (۴۰)                | ۱۰٫۰ (۵۰)               | ۱۵٫۶ (۶۰)               | ۱۹٫۵ (۶۷)               | ۱۸٫۹ (۶۶)               | ۱۳٫۵ (۵۶)               | ۱۰٫۲ (۵۰)               | ۱٫۱ (۳۴)                | ۱٫۸ (۳۵)                | −۰٫۲ (۳۲)               |
| بارندگی میلی‌متر (اینچ)            | ۸۳٫۲ (۳٫۲۸)             | ۱۷۰٫۳ (۶٫۷)             | ۱۸۰٫۴ (۷٫۱)             | ۱۷۷٫۸ (۷)               | ۲۳۴٫۵ (۹٫۲۳)            | ۳۲۵٫۹ (۱۲٫۸۳)           | ۲۴۵٫۱ (۹٫۶۵)            | ۳۲۲٫۱ (۱۲٫۶۸)           | ۳۶۰٫۵ (۱۴٫۱۹)           | ۱۴۸٫۹ (۵٫۸۶)            | ۸۳٫۱ (۳٫۲۷)             | ۷۳٫۳ (۲٫۸۹)             | ۲٬۴۰۵٫۱ (۹۴٫۶۸)         |
| میانگین روزهای بارانی (≥ ۰.۱ mm)  | ۱۴٫۱                    | ۱۴٫۶                    | ۱۵٫۵                    | ۱۴٫۹                    | ۱۴٫۸                    | ۱۵٫۵                    | ۱۲٫۳                    | ۱۴                      | ۱۳٫۸                    | ۱۱٫۹                    | ۱۲٫۴                    | ۱۱٫۷                    | ۱۶۵٫۵                   |
| درصد رطوبت                        | ۷۸٫۵                    | ۸۰٫۶                    | ۷۹٫۵                    | ۷۷٫۸                    | ۷۶٫۶                    | ۷۷٫۳                    | ۷۳                      | ۷۴٫۱                    | ۷۵٫۸                    | ۷۵٫۳                    | ۷۵٫۴                    | ۷۵٫۴                    | ۷۶٫۶                    |
| میانگین روزانه ساعت‌های تابش آفتاب | ۸۰٫۶                    | ۷۱٫۳                    | ۸۹٫۶                    | ۹۲٫۶                    | ۱۱۳٫۷                   | ۱۲۱٫۷                   | ۱۷۹                     | ۱۸۸٫۹                   | ۱۵۳٫۷                   | ۱۲۴                     | ۹۹٫۴                    | ۹۰٫۷                    | ۱٬۴۰۵٫۲                 |
| منبع: Central Weather Bureau      |                         |                         |                         |                         |                         |                         |                         |                         |                         |                         |                         |                         |                         |

## جمعیت‌شناسی
- تغییر جمعیت شهر تایپه از ۱۹۸۵ تا ۲۰۱۵

- ساختار جمعیت شهر تایپه

| توزیع سن | مرد    | زن     |
| -------- | ------ | ------ |
| ۰–۴      | ۷۳۶۸۰  | ۶۹۵۷۴  |
| ۵–۹      | ۵۷۷۰۱  | ۵۳۰۰۴  |
| ۱۰–۱۴    | ۶۷۳۴۵  | ۶۱۴۹۱  |
| ۱۵–۱۹    | ۷۷۹۷۴  | ۷۲۱۱۰  |
| ۲۰–۲۴    | ۷۸۵۵۲  | ۷۳۱۰۳  |
| ۲۵–۲۹    | ۷۸۴۴۷  | ۸۰۸۸۲  |
| ۳۰–۳۴    | ۱۰۵۲۴۵ | ۱۱۸۷۱۹ |
| ۳۵–۳۹    | ۱۰۷۹۵۱ | ۱۲۳۸۵۲ |
| ۴۰–۴۴    | ۹۶۲۲۲  | ۱۱۱۷۲۹ |
| ۴۵–۴۹    | ۹۶۵۳۵  | ۱۱۲۰۴۹ |
| ۵۰–۵۴    | ۹۸۴۱۱  | ۱۱۲۳۲۲ |
| ۵۵–۵۹    | ۹۶۰۹۲  | ۱۱۰۶۳۵ |
| ۶۰–۶۴    | ۸۷۶۹۱  | ۱۰۰۴۷۲ |
| ۶۵–۶۹    | ۵۵۸۶۷  | ۶۴۹۴۹  |
| ۷۰–۷۴    | ۴۰۰۸۷  | ۵۰۰۱۸  |
| ۷۵–۷۹    | ۲۸۴۱۳  | ۳۹۱۲۳  |
| ۸۰–۸۴    | ۲۳۳۱۴  | ۲۶۷۶۰  |
| ۸۵+      | ۲۶۱۰۹  | ۲۵۸۸۷  |

## نگارخانه

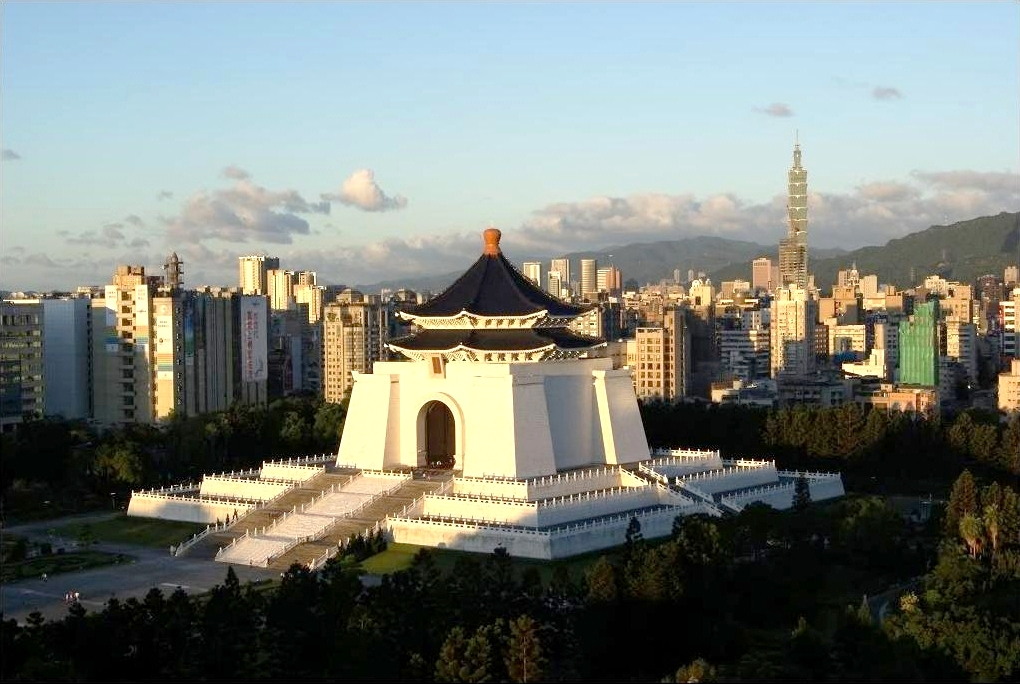
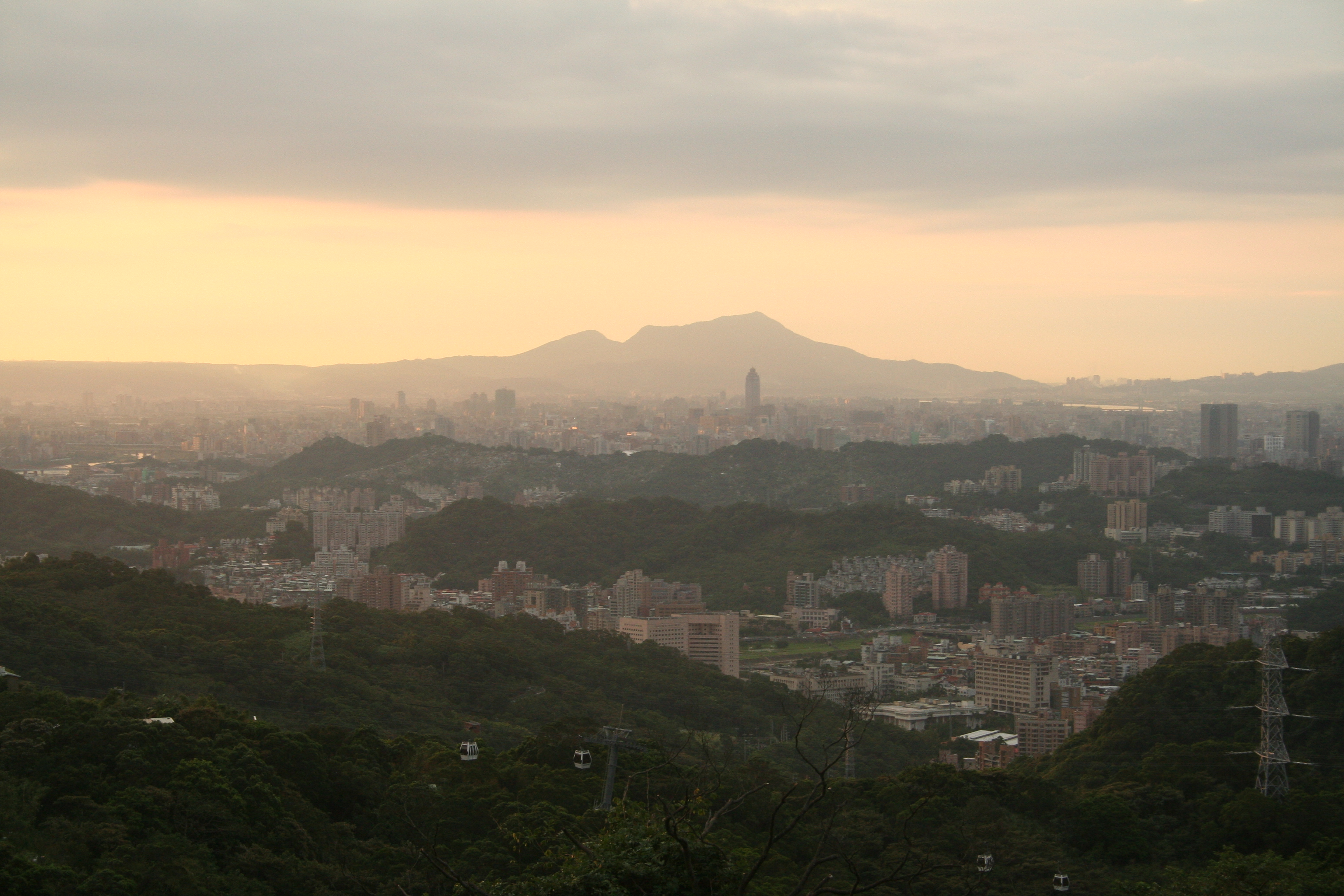
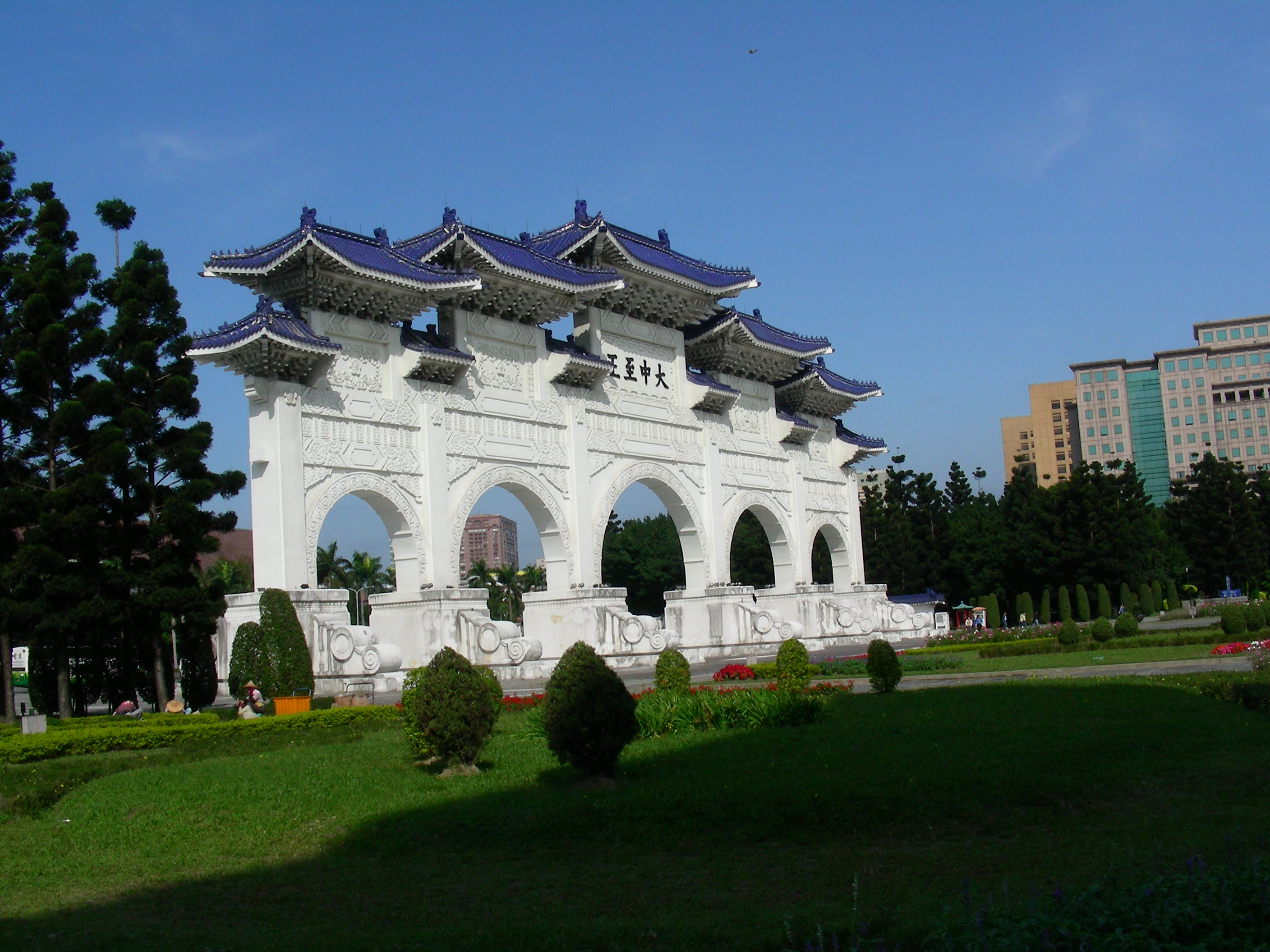
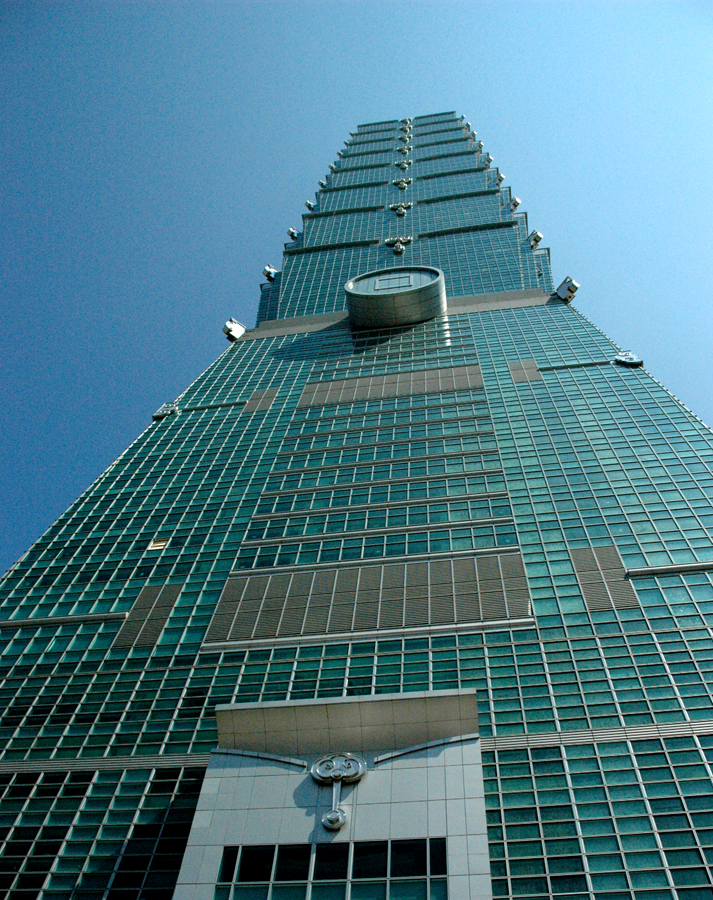
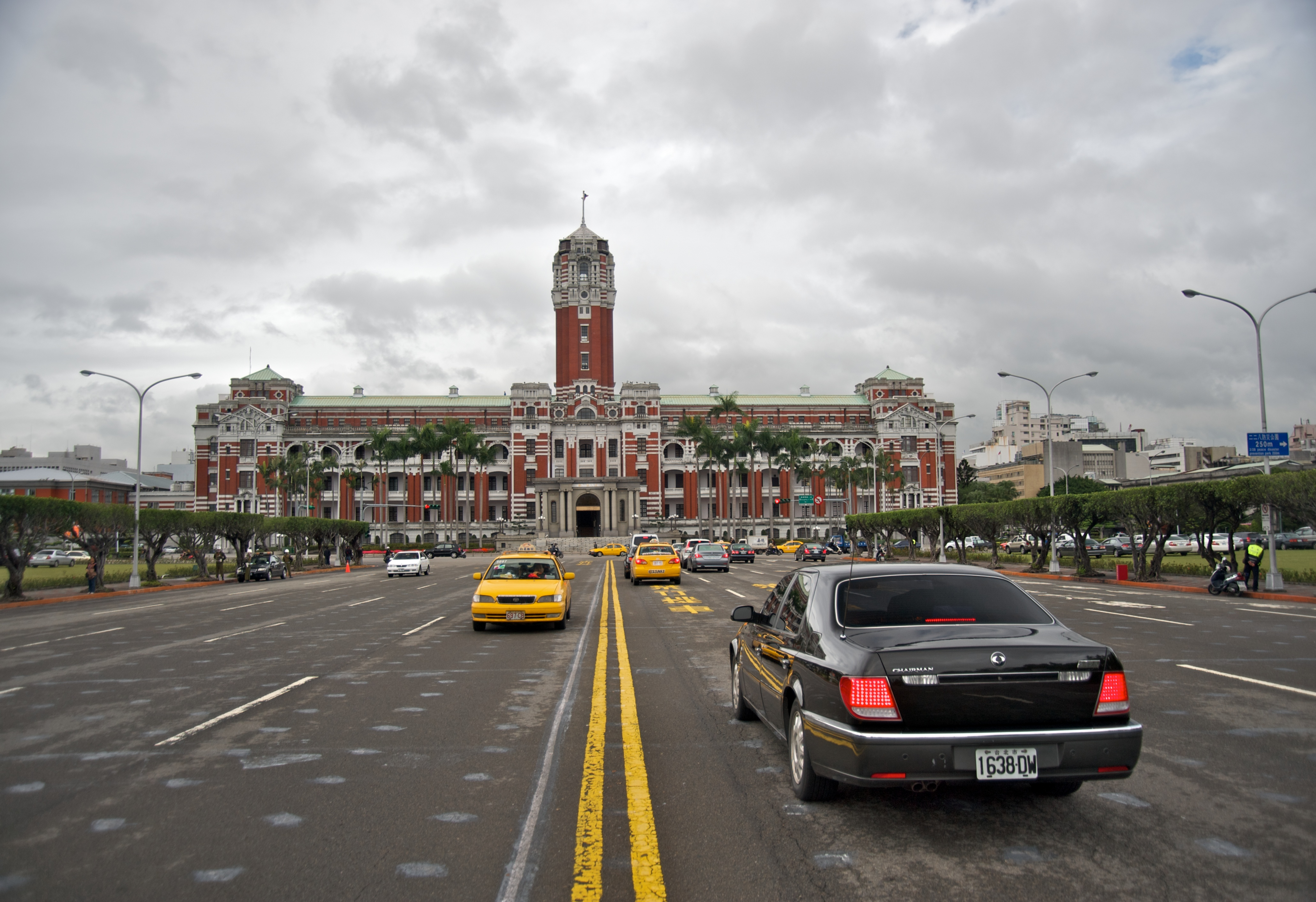
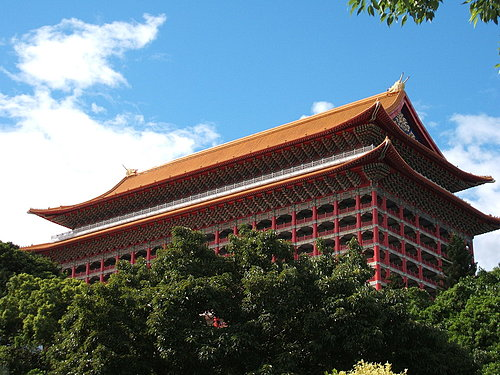
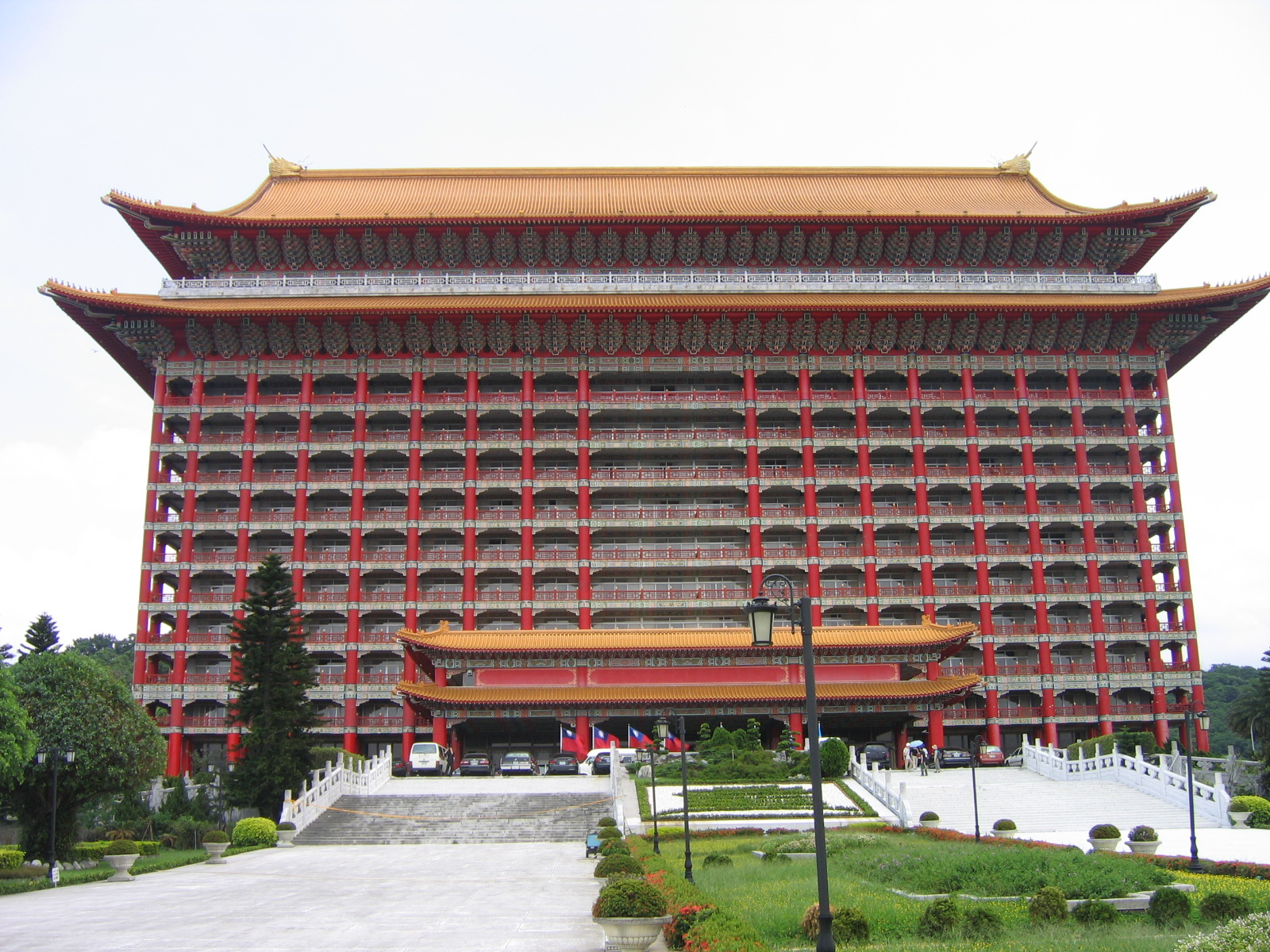
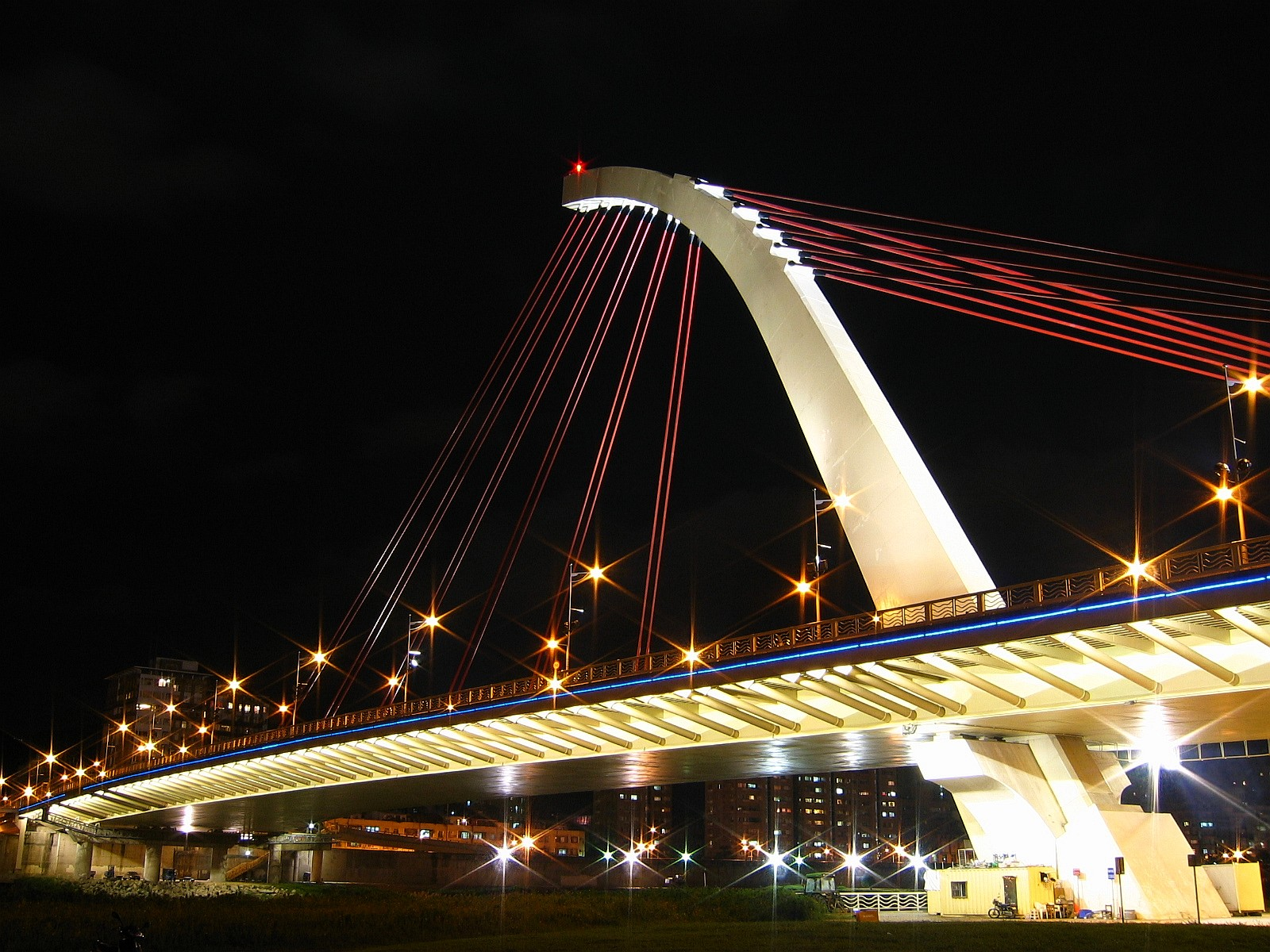
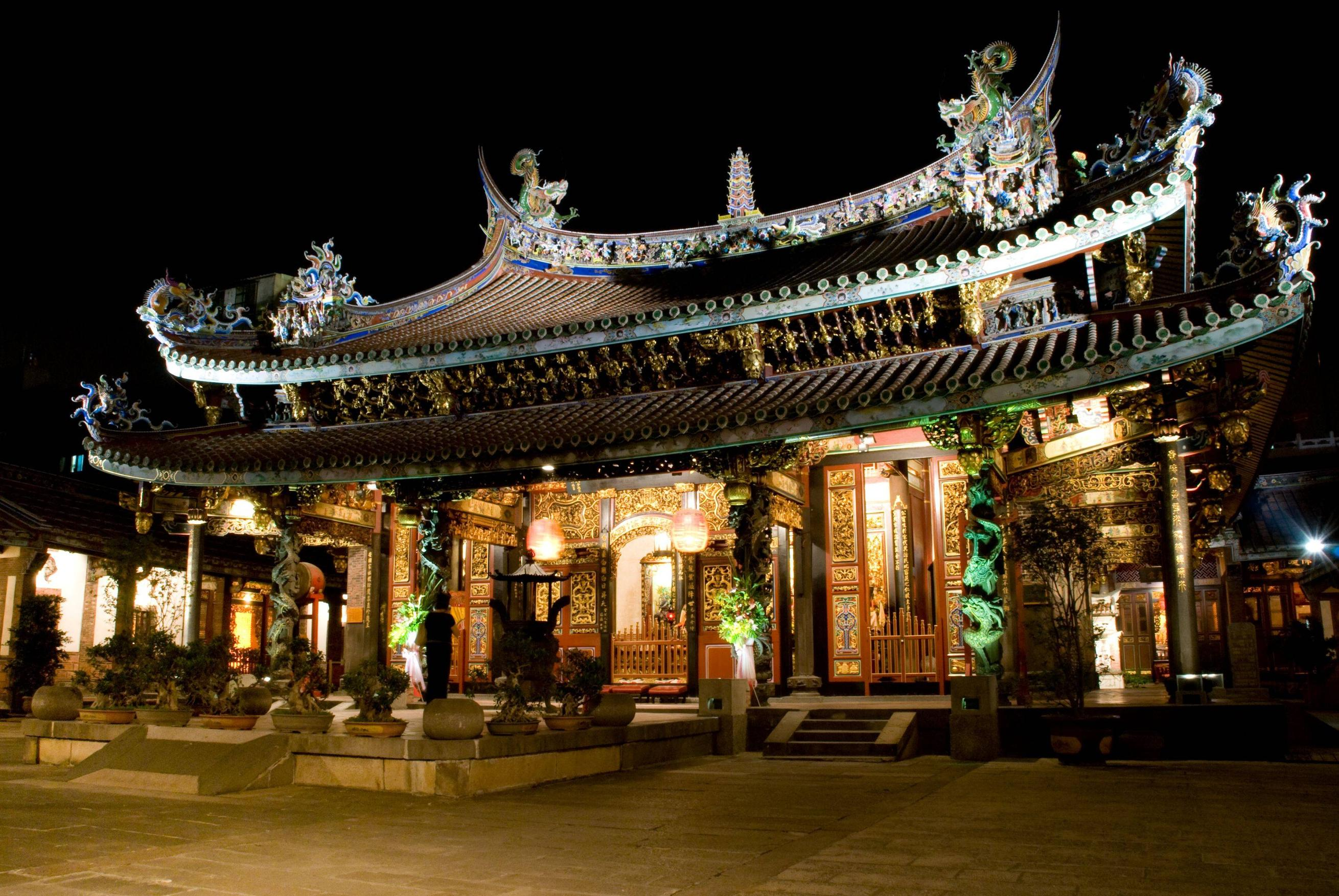
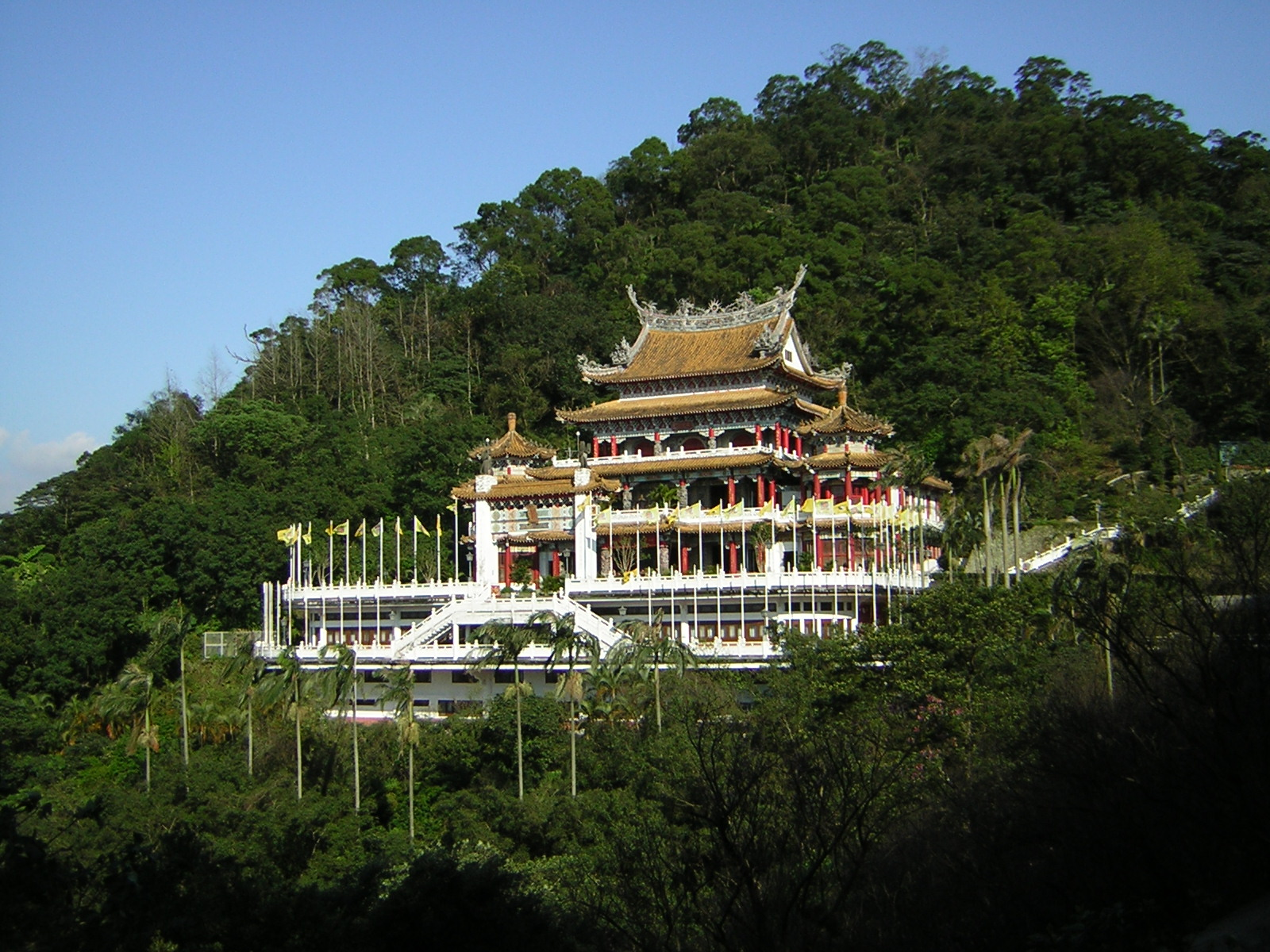
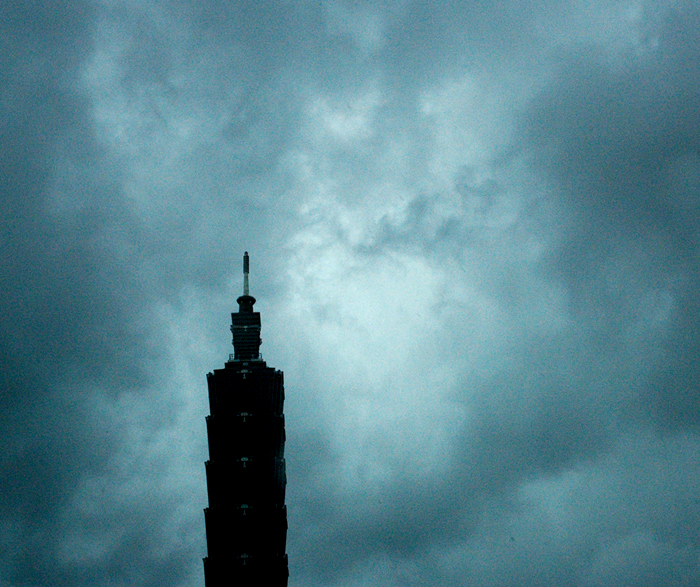
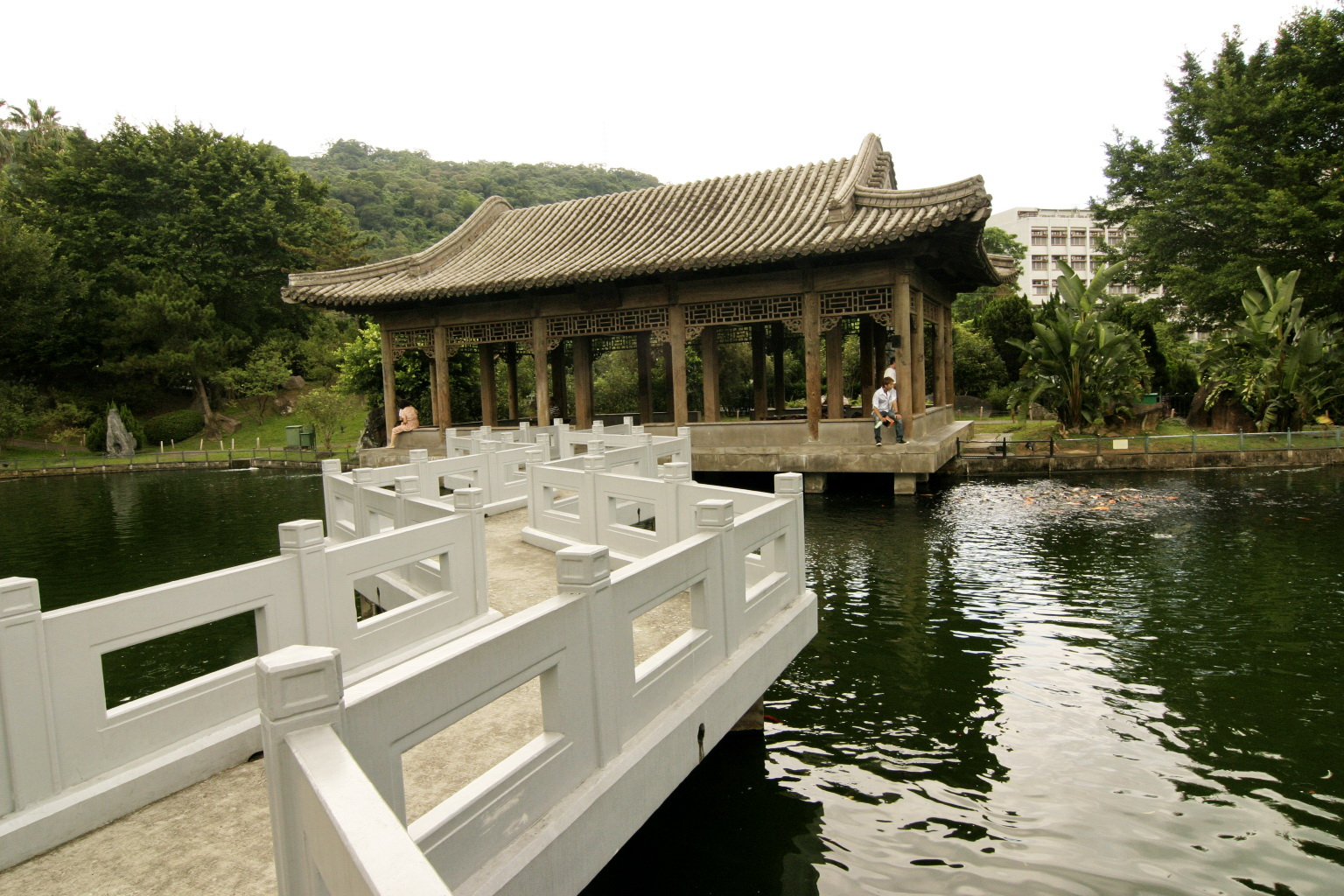
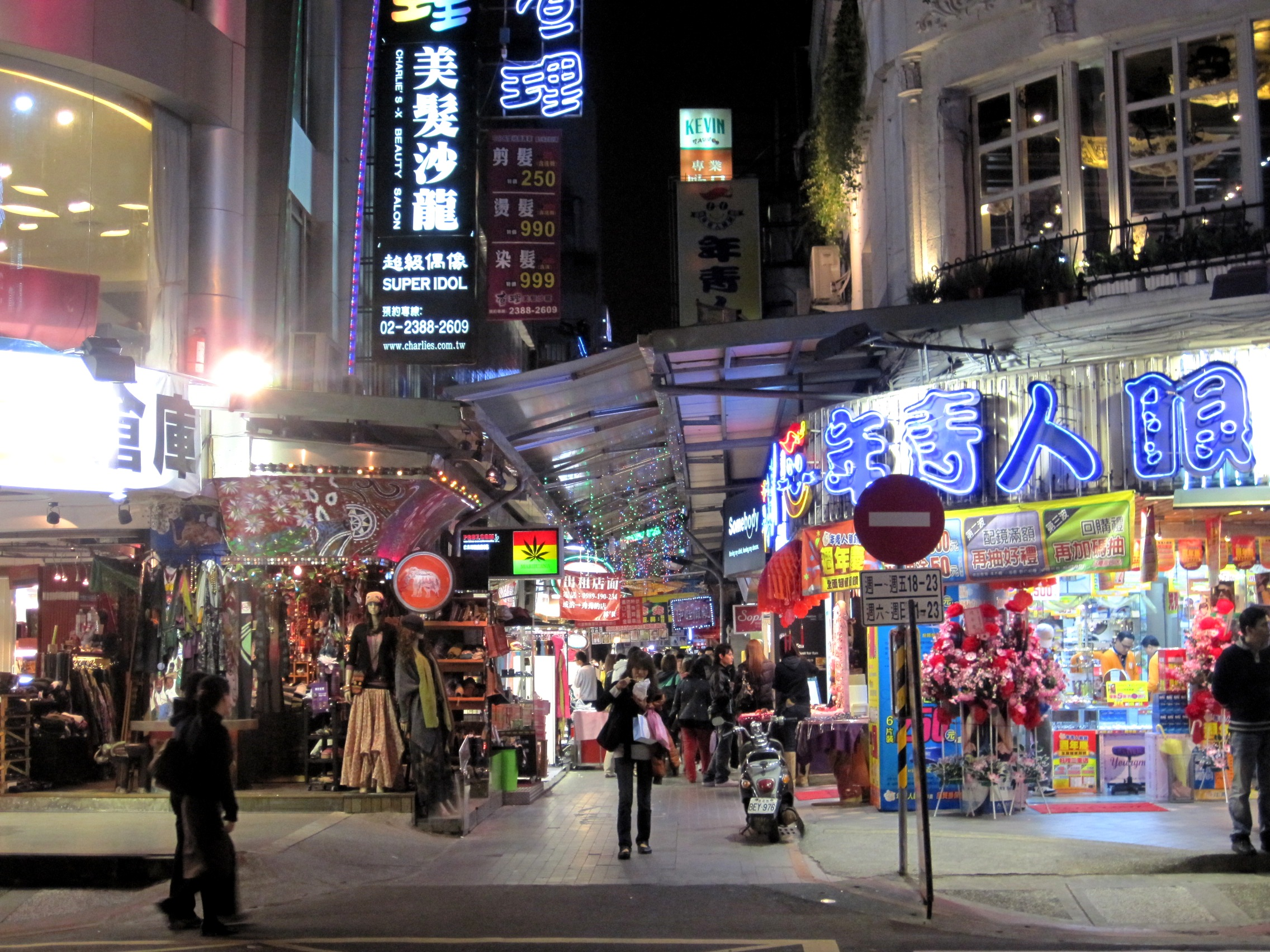
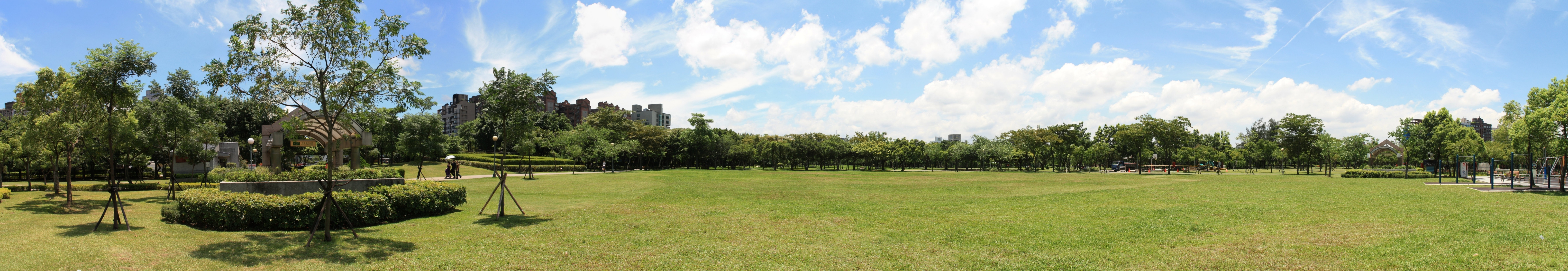
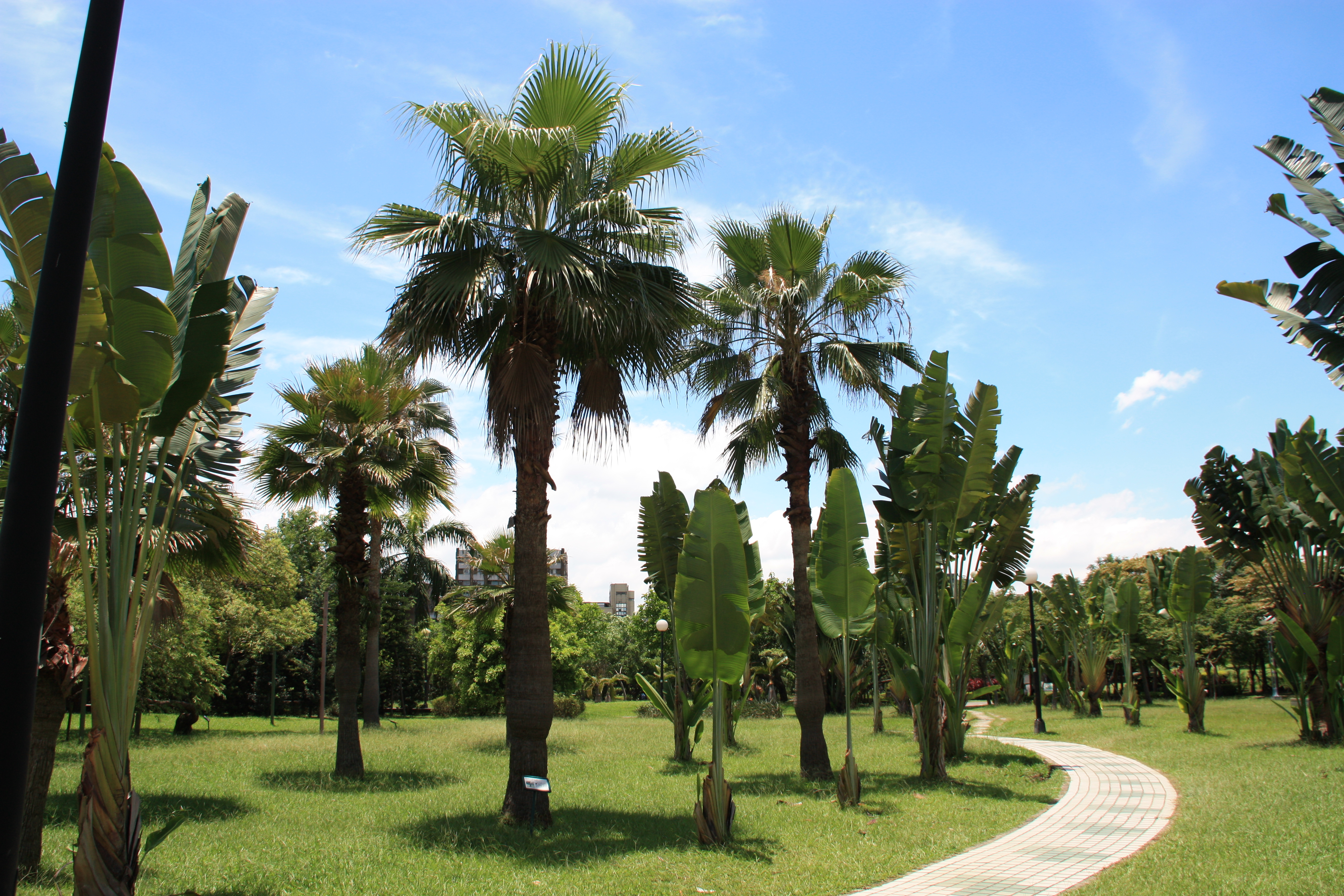